# Верещагин, Виктор Юрьевич
Ви́ктор Ю́рьевич Вереща́гин (род. 26 декабря 1954, Заветное, Ставропольский край) ― советский и российский философ, специалист по философской антропологии. Доктор философских наук, профессор.

## Биография
Родился в Ставропольском крае в 1954 году. В 1970 году окончил Новотроицкую восьмилетнюю школу, в 1974 году ― Азовское педагогическое училище. В 1974―1976 гг. работал учителем начальных классов Марзой-Мохской средней школы в Чечено-Ингушской АССР, в 1976―1982 гг. ― учителем музыки и пения, истории, организатором внеклассной и внешкольной воспитательной работы, директором Грушевской средней школы в Аксайском районе Ростовской области.
В 1981 году заочно окончил философский факультет Ленинградского государственного университета, там же поступил в аспирантуру. В 1984 году защитил кандидатскую диссертацию на тему «Философские аспекты проблемы биологической адаптации человека» (специализация ― философская антропология), в которой обосновал идею о возможности адаптации человека как природного существа к условиям и нормам, задаваемым различными видами трудовой деятельности и параметрами социокультурной среды.
В 1985―1992 гг. ― доцент кафедры философии Дальневосточного государственного университета.
В 1991―1993 гг. ― докторант Ленинградской кафедры философии РАН. В 1993 году защитил докторскую диссертацию на тему «Философско-антропологический анализ биологии человека» (специализация ― философская антропология).
В 1993―1998 гг. — профессор кафедры гуманитарных и социологических дисциплин РЮИ МВД РФ. С 1998 г. и по настоящее время — проректор данного института по научной работе.
Написал более 150 научных публикаций и монографий по философской антропологии, истории русской религиозной философии, православной концепции права и государства («Философские проблемы теории адаптации человека». «Лекции по философии человека», «Лекции по русской культуре», «Политико-правовая трансформация государства благосостояния», «О самобытности русской культуры в контексте глобализации», «Принцип верховной власти в евразийской концепции российской государственности», «Русская национальная идентичность», «Русская православная государственность» и др.). Является сторонником русского национально-религиозного консерватизма. Один из основателей неоевразийской школы политологии на Юге России. Под его научным руководством защищено свыше 30 кандидатских и докторских диссертаций, организовано около 50 конференций, симпозиумов и «круглых столов» различных уровней, в том числе международного. Был научным руководителем А. Г. Дугина.
Является заместителем председателя диссертационного совета по политическим и юридическим наукам в РЮИ МВД РФ и членом диссертационного совета по философским наукам в Южном федеральном университете (ЮФУ).
Заслуженный деятель науки России (2003 г.), член Российского философского общества, полковник милиции.